# 董炯
董炯（1973年8月20日—），北京人，中国退役羽毛球运动员。

## 生涯
董炯于18歲時加入中國羽毛球國家隊，1996年奥运会男单決賽輸給丹麥拉爾森，獲得亚军。同年獲得羽毛球世界盃男單冠軍，1997年獲得全英羽毛球公開賽、中國羽毛球公開賽、瑞士羽毛球公開賽和丹麥羽毛球公開賽冠軍，1998年获得曼谷亞運會男单冠军，1999年中國羽毛球公開賽冠军。
董炯于2000年因傷退役後，在北京朝阳区与教委合作的五所学校俱乐部当教练，后来他以个人名义开办了一个羽毛球俱乐部，现为中国听障羽毛球队总教练。